# Paradisio
Paradisio — бельгийская танцевальная поп-группа.

## История
Группа создана в 1994 году Патриком Сэмоу, бывшим участником The Unity Mixers — популярным в те года диск-жокеем. С самого начала существования группы он выступал в качестве композитора и соавтора совместно с участницами группы, а именно с Марисой Гарсиа, Сандрой Дегригорио, Мэри-Белль Пэрес и Шелби.
В 1996 году трек «Bailando» (с исп. — «Танцую») в исполнении Марисы стал «летним хитом» в Бельгии, а впоследствии с огромным успехом завоевал и весь мир. Мариса Гарсиа также работала с Dj Lorenzo с 1996 по 1998 года. С 1999 по 2001 год в группе также работали Сандра Д’Григорио и Морена Эсперанза, с 2001 по 2003 года Мария Дель Рио, с 2004 по 2005 — Мигел Фернадез. Нынешняя солистка группы (с 2008 года) — Шелби Диас.
По всему миру было продано свыше 5 млн копий диска «Bailando», в том числе в виде ремиксов от Loona и Crazy Frog.

## Дискография

### Альбомы
- 1997 — Paradisio

### Синглы
- 1994 — Un Clima Ideal
- 1996 — Bailando
- 1996 — Bandolero
- 1997 — Vamos a La Discoteca
- 1997 — Dime Como
- 1998 — Paseo
- 1999 — Samba Del Diablo
- 2000 — La Propaganda
- 2001 — Vamos A La Discoteca 2001 (feat. Alexandra)
- 2003 — Luz De La Luna
- 2004 — Cucu Song (Mueve tu cucu)
- 2005 — Suave mente 2005
- 2006 — Baila Baila Con Migo
- 2009 — Bailando (Me Dices Adios) Refresh radio edit Sweden release (Sony Music)
- 2010 — Bailando (Me Dices Adios) Mallorca Remix 2010 (Believe/Baila Records/Undivided)

«Bailando (1996)» «Bailando (Me Dices Adios)» (Mallorca Remix 2010)

## Участники
- Patrick Samoy — (автор и продюсер) 1994/2010
- Maria Isabel Garcia Asensio (Marisa) — испанская певица, 1995—1998
- Deejay Lorenzo 1996/1998
- Sandra Degregorio — (исполнитель) 1999—2001
- Morena Esperanza — (исполнитель) 1999
- Maria Del Rio — (исполнитель) 2003
- Luc Rigaux — (исполнитель) 1995—1998
- Miguel Fernandez (исполнитель) 2004—2005
- Angie B (бельгийская исполнительница) 2008
- Fotiana 2013